# Merredin Shire
Koordinaten: 31° 29′ S, 118° 16′ O

Das Shire of Merredin ist ein lokales Verwaltungsgebiet (englisch Local Government Area, kurz LGA) im australischen Bundesstaat Western Australia. Das Gebiet ist 3300 km² groß und hat etwa 3350 Einwohner (2016).
Merredin liegt im westaustralischen "Weizengürtel" im Südosten des Staats etwa 235 Kilometer östlich der Hauptstadt Perth. Der Sitz des Shire Councils befindet sich in der Stadt Merredin, wo etwa 2600 Einwohner leben (2016).

## Verwaltung
Der Merredin Council hat neun Mitglieder. Sie werden von allen Bewohnern der LGA gewählt. Merredin ist nicht in Bezirke unterteilt. Aus dem Kreis der Councillor rekrutiert sich auch der Ratsvorsitzende und Shire President.